# Anquínoe
Anquínoe, na mitologia grega, era uma filha de Nilo, com quem Belo, rei do Egito, se casou.
O casal teve filhos gêmeos Egito e Dânao e, de acordo com Eurípides, Cefeu e Fineu.

Árvore genealógica baseada no Pseudo-Apolodoro: